# Скорпеноподібні
Скорпеноподібні (Scorpaeniformes) — ряд променеперих риб.
Скорпеноподібні є хижаками, живляться здебільш ракоподібними і дрібною рибою. Більшість видів мешкають в морях і на прибережних мілинах, існують види, що мешкають на глибинах, деякі — в прісних водах. Для них типова наявність шипів на голові, грудних і хвостовому плавці. Більшість видів сягають менше за 30 см довжиною, але розбіг розмірів серед представників ряду від 2 см (представники родини Aploactinidae) до 150 см (Ophiodon elongatus).

## Таксономія
Ряд Scorpaeniformes
- Підряд Anoplopomatoidei
  - Аноплопомові (Anoplopomatidae)
- Підряд Бабцевидні (Cottoidei)
  - Надродина Cottoidea
    - Abyssocottidae
    - Агонові (Agonidae)
    - Bathylutichthyidae
    - Comephoridae
    - Бабцеві (Cottidae)
    - Cottocomephoridae
    - Ereuniidae
    - Hemitripteridae
    - Icelidae
    - Psychrolutidae
    - Rhamphocottidae

  - Надродина Cyclopteroidea
    - Cyclopteridae
    - Ліпарисові (Liparidae)

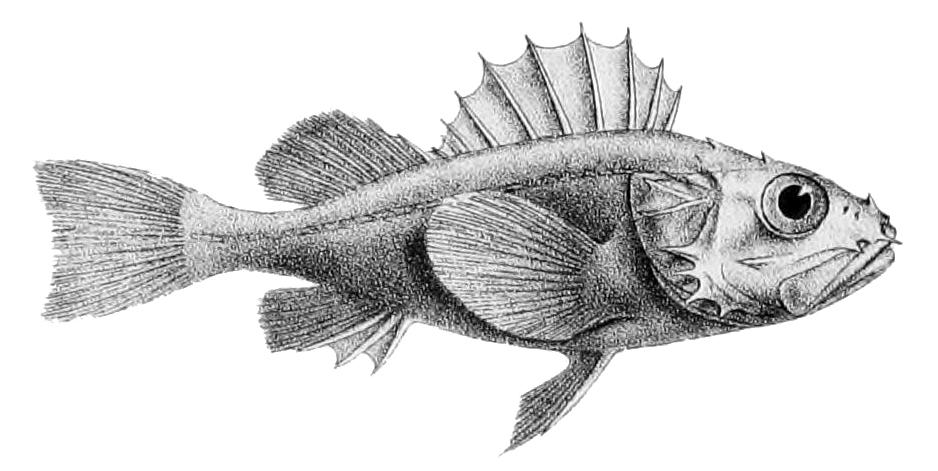
Setarchidae: Setarches guentheri

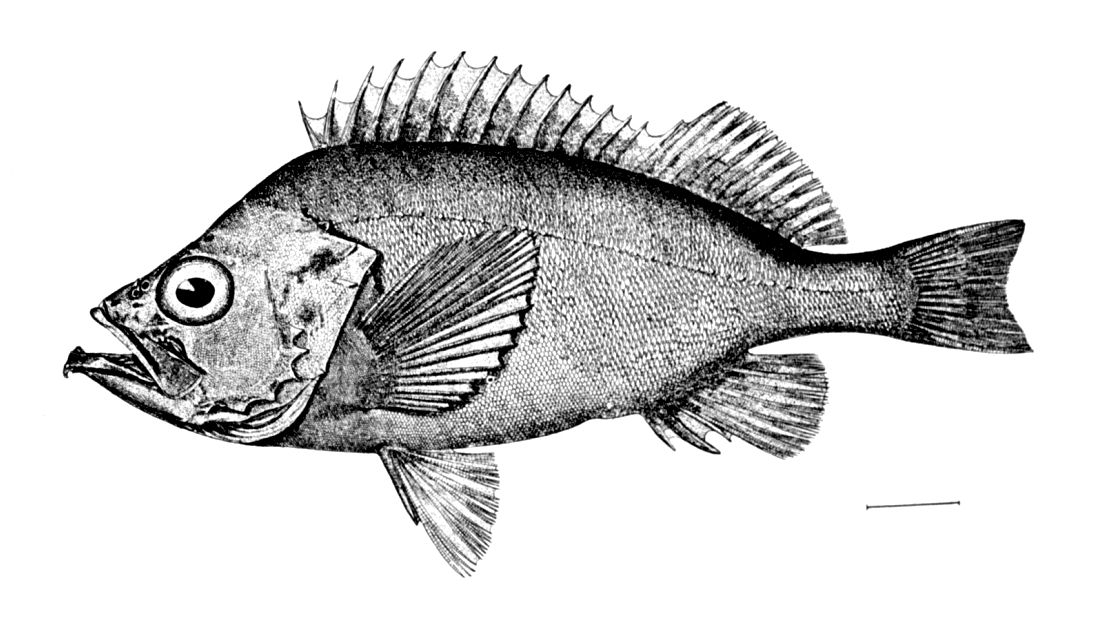
Sebastidae: Sebastes marinus

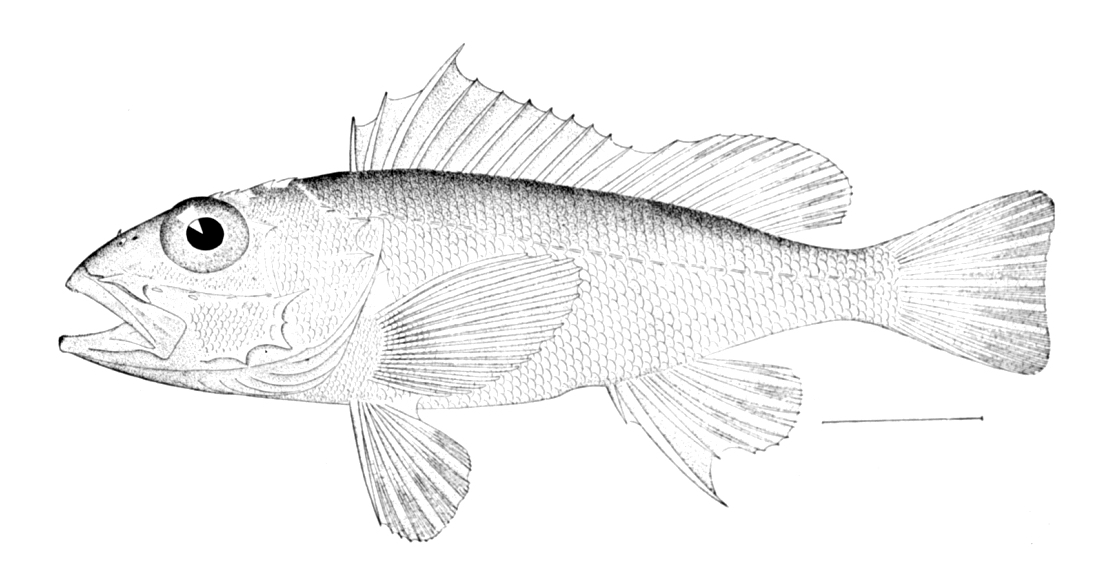
Scorpaenidae: Pontinus longispinis

- Підряд Довгоперовидні (Dactylopteroidei)
  - Довгоперові (Dactylopteridae)
- Підряд Hexagrammoidei
  - Терпугові (Hexagrammidae)
- Підряд Normanichthyiodei
  - Normanichthyidae
- Підряд Platycephaloidei
  - Bembridae
  - Hoplichthyidae
  - Parabembridae
  - Platycephalidae
- Підряд Скорпеновидні (Scorpaenoidei)
  - Apistidae
  - Aploactinidae
  - Caracanthidae
  - Congiopodidae
  - Eschmeyeridae
  - Gnathanacanthidae
  - Neosebastidae
  - Pataecidae
  - Peristediidae
  - Plectrogenidae
  - Скорпенові (Scorpaenidae)
  - Sebastidae
  - Setarchidae
  - Synanceiidae
  - Tetrarogidae
  - Триглові (Triglidae)